# 弘泉寺

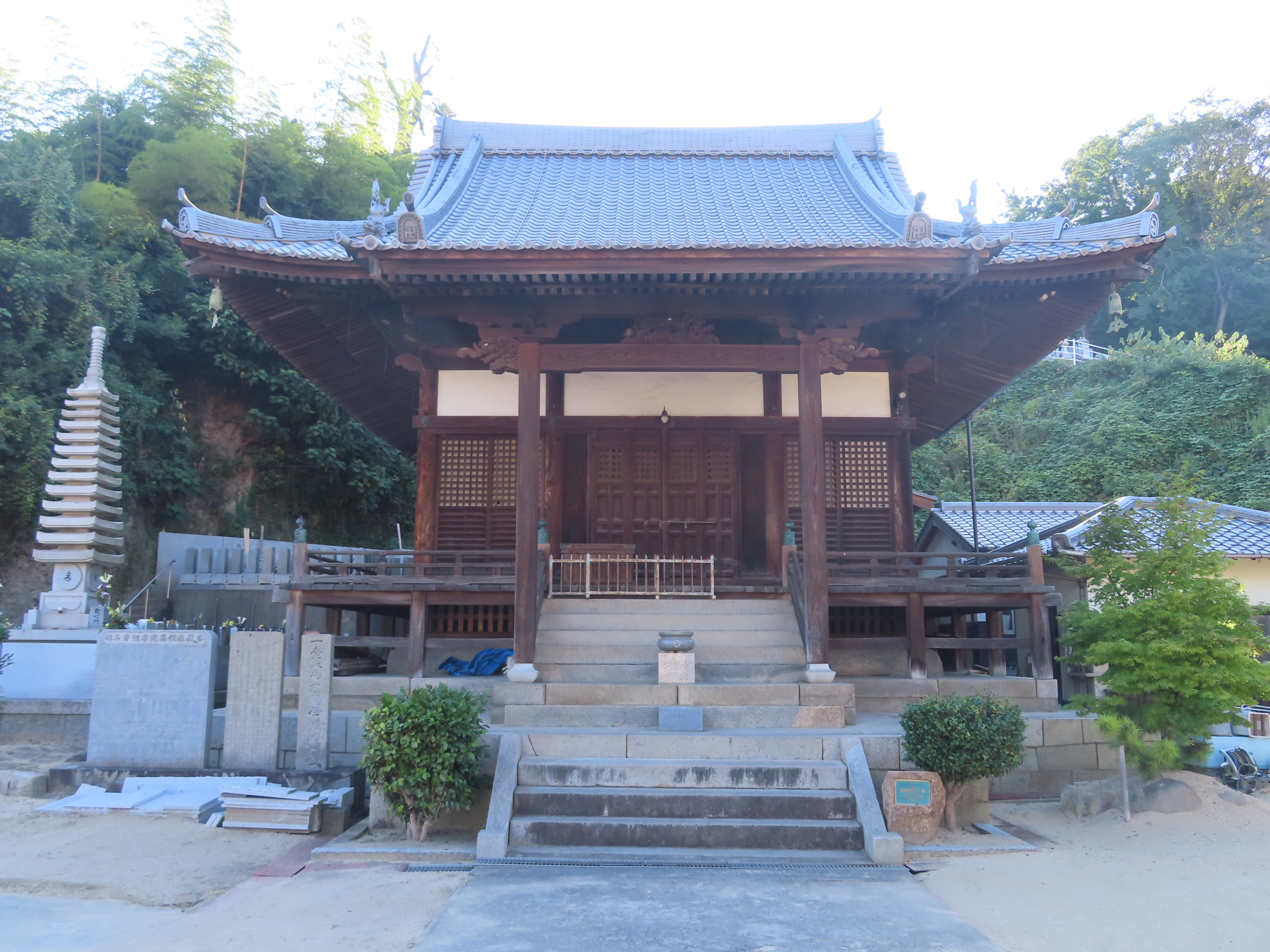
本堂（2024年8月）

弘泉寺（こうせんじ）は、真言宗御室派の寺院。正式名称は、鷲羽山弘泉寺。本堂、山門は塩飽大工によって建立されたもので、2017年（平成29年）11月に国の登録有形文化財に登録された。
児島八十八か所霊場31番札所。

## アクセス
- JR山陽本線児島駅出口から徒歩約40分

## 詳細
- 本堂　華美には走らず良材を用いた手堅い作りとなっていて、細部意匠は波形や動植物などの意匠で飾られている。塩飽諸島にある広島青木浦の大工、中川重右エ門利壽62歳とその他10名の小工による作。御拝柱の裏側には籠彫、柱飾りの象彫、正面には龍など四方に彫刻があり、内部には折り上げ格天井、天井板には花を描き、正面には空殿飛天などがある[3]。

- 山門　薬医門で境内の東にあり、頭貫は波を模しているなど随所の装飾豊かな彫刻に地域性が表れている[4]。本島生之浜の大工、橘貫五郎喜勝23歳の作。貫五郎は、後に吉備国分寺の五重塔や善通寺の五重塔を建立している。